# Губернатор Самарской области
Губерна́тор Самарской области — высшее должностное лицо Самарской области. Формирует и возглавляет высший исполнительный орган государственной власти области — правительство Самарской области.
Действует на основании Устава Самарской области и закона Самарской области «О Правительстве Самарской области».
Губернатор Самарской области подотчётен и подконтролен Самарской губернской думе, президенту Российской Федерации.

## Порядок избрания и вступления в должность
Губернатор Самарской области избирается гражданами Российской Федерации, проживающими на территории Самарской области на основе всеобщего равного и прямого избирательного права при тайном голосовании сроком на пять лет.
Губернатором Самарской области может быть избран гражданин Российской Федерации, обладающий избирательным правом, и достигший возраста 30 лет.

«Клянусь при осуществлении полномочий Губернатора Самарской области уважать и охранять права и свободы человека и гражданина, соблюдать Конституцию Российской Федерации и федеральные законы, Устав Самарской области и законы Самарской области».
— Устав Самарской области
На основании статьи 18 Федерального закона от 06.10.1999 N 184-ФЗ «Об общих принципах организации законодательных (представительных) и исполнительных органов государственной власти субъектов Российской Федерации» губернатор Самарской области является высшим должностным лицом субъекта Российской Федерации.
На основании Закона Самарской области от 06.04.2005 № 103-ГД «О государственной гражданской службе Самарской области», высшее должностное лицо имеет классный чин Действительный государственный советник Самарской области 1 класса в соответствии с высшей группой должностей государственной гражданской службы.

## Выборы губернатора
В 1991 году губернатор был назначен президентом России. Первые прямые выборы состоялись в 1996 году, губернатор избирался на 4 года. Затем в 2000 году, губернатор избирался на 5 лет. В 2005—2012 годы прямых выборов не проводилось, главы регионов наделялись полномочиями на 5 лет, в 2005, 2007 и 2012 годах губернатор был выбран президентом России и утверждён в должности Самарской губернской думой.
С середины 2012 года институт выборов глав регионов был возвращён в большинстве субъектов РФ. После этого в Самарской области состоялись выборы в сентябре 2014 года, в сентябре 2018 года, в сентябре 2023 года, и в сентябре 2024.

## Список губернаторов
| №                   | Фото             | Губернатор (Годы жизни)    | Срок полномочий  | Срок полномочий  | Партия | Партия          | Выборы       | Пр. |  |
| ------------------- | ---------------- | -------------------------- | ---------------- | ---------------- | ------ | --------------- | ------------ | --- |  |
| №                   | Фото             | Губернатор (Годы жизни)    | Начало           | Окончание        | Партия | Партия          | Выборы       | Пр. |  |
| Глава администрации |                  |                            |                  |                  |        |                 |              |     |  |
| 1                   |                  | Константин Титов (1944–)   | 31 августа 1991  | 17 декабря 1996  |        | Беспартийный    | [ комм. 1 ]  |     |  |
| Губернатор          |                  |                            |                  |                  |        |                 |              |     |  |
| (1)                 |                  | Константин Титов (1944–)   | 17 декабря 1996  | 6 апреля 2000    |        | Беспартийный    | 1996         |     |  |
| и. о.               |                  | Юрий Логойдо (1938–2023)   | 6 апреля 2000    | 10 июля 2000     |        | Беспартийный    | [ комм. 2 ]  |     |  |
| (1)                 |                  | Константин Титов (1944–)   | 10 июля 2000     | 28 апреля 2005   |        | Союз правых сил | 2000         |     |  |
| (1)                 | Единая Россия    | Константин Титов (1944–)   | 10 июля 2000     | 28 апреля 2005   |        |                 | 2000         |     |  |
| (1)                 | 28 апреля 2005   | Константин Титов (1944–)   | 27 августа 2007  | [ комм. 3 ]      |        |                 |              |     |  |
| и. о.               |                  | Владимир Артяков (1959–)   | 27 августа 2007  | 29 августа 2007  |        | Единая Россия   | [ комм. 4 ]  |     |  |
| 2                   | 29 августа 2007  | Владимир Артяков (1959–)   | 10 мая 2012      | [ комм. 5 ]      |        | Единая Россия   |              |     |  |
| и. о.               |                  | Николай Меркушкин (1951–)  | 10 мая 2012      | 12 мая 2012      |        | Единая Россия   | [ комм. 6 ]  |     |  |
| 3                   | 12 мая 2012      | Николай Меркушкин (1951–)  | 6 июня 2014      | [ комм. 7 ]      |        | Единая Россия   |              |     |  |
| и. о.               | 6 июня 2014      | Николай Меркушкин (1951–)  | 23 сентября 2014 | [ комм. 8 ]      |        | Единая Россия   |              |     |  |
| (3)                 | 23 сентября 2014 | Николай Меркушкин (1951–)  | 25 сентября 2017 | 2014             |        | Единая Россия   |              |     |  |
| и. о.               |                  | Дмитрий Азаров (1970–)     | 25 сентября 2017 | 17 сентября 2018 |        | Единая Россия   | [ комм. 9 ]  |     |  |
| 4                   | 17 сентября 2018 | Дмитрий Азаров (1970–)     | 25 сентября 2023 | 2018             |        | Единая Россия   |              |     |  |
| 4                   | 25 сентября 2023 | Дмитрий Азаров (1970–)     | 31 мая 2024      | 2023             |        | Единая Россия   |              |     |  |
| и. о.               |                  | Вячеслав Федорищев (1989–) | 31 мая 2024      | 13 сентября 2024 |        | Единая Россия   | [ комм. 10 ] |     |  |
| 5                   | 13 сентября 2024 | Вячеслав Федорищев (1989–) | н.в.             | 2024             |        | Единая Россия   |              |     |  |

## Списки руководителей региона (1851—1991)

### Российская империя
| 1     |  | Степан Волховский (1786–1858)     | 1 января 1851    | 6 мая 1853       |  |
| 2     |  | Константин Грот (1815–1897)       | 12 мая 1853      | 27 февраля 1860  |  |
| 3     |  | Адам Арцимович (1829–1893)        | 27 февраля 1860  | 25 апреля 1862   |  |
| 4     |  | Николай Замятнин (1824–1868)      | 18 мая 1862      | 11 сентября 1863 |  |
| 5     |  | Николай Мансуров (1830–1911)      | 26 сентября 1863 | 28 февраля 1865  |  |
| 6     |  | Борис Обухов (1820–1885)          | 30 августа 1865  | 15 октября 1866  |  |
| 7     |  | Григорий Аксаков (1820–1891)      | 20 января 1867   | 8 декабря 1872   |  |
| 8     |  | Фёдор Климов (1838–?)             | 15 декабря 1872  | 10 января 1875   |  |
| 9     |  | Пётр Бильбасов (1834–1910)        | 19 мая 1875      | 12 октября 1878  |  |
| 10    |  | Александр Свербеев (1835–1917)    | 23 октября 1878  | 23 декабря 1891  |  |
| 11    |  | Александр Брянчанинов (1843–1910) | 23 декабря 1891  | 6 декабря 1904   |  |
| 12    |  | Дмитрий Засядко (1860–1927)       | 23 декабря 1904  | 11 декабря 1905  |  |
| 13    |  | Иван Блок (1858–1906)             | 3 февраля 1906   | 21 июля 1906     |  |
| 14    |  | Владимир Якунин (1855–1913)       | 12 августа 1906  | 23 августа 1910  |  |
| 15    |  | Николай Протасьев (1852–1915)     | 23 августа 1910  | 2 июля 1915      |  |
| и. д. |  | Сергей Евреинов (1869–1931)       | 6 июля 1915      | 19 октября 1915  |  |
| и. д. |  | Николай Харламов                  | 4 ноября 1915    | 3 декабря 1915   |  |
| 16    |  | Андрей Станкевич (1868–?)         | 13 ноября 1915   | 13 сентября 1916 |  |
| 17    |  | Лев Голицын (1877–1920)           | 19 сентября 1916 | 1 мая 1917       |  |

### Революционный период
| №                                                                                             | Портрет                                                         | Губернатор (Годы жизни)                                         | Срок полномочий                                                 | Срок полномочий                                                 | Партия                                                          | Партия                                                          | Пр.                                                             |
| №                                                                                             | Портрет                                                         | Губернатор (Годы жизни)                                         | Начало                                                          | Окончание                                                       | Партия                                                          | Партия                                                          | Пр.                                                             |
| Губернский комиссар Временного правительства Самарской губернии                               | Губернский комиссар Временного правительства Самарской губернии | Губернский комиссар Временного правительства Самарской губернии | Губернский комиссар Временного правительства Самарской губернии | Губернский комиссар Временного правительства Самарской губернии | Губернский комиссар Временного правительства Самарской губернии | Губернский комиссар Временного правительства Самарской губернии | Губернский комиссар Временного правительства Самарской губернии |
| --------------------------------------------------------------------------------------------- | --------------------------------------------------------------- | --------------------------------------------------------------- | --------------------------------------------------------------- | --------------------------------------------------------------- | --------------------------------------------------------------- | --------------------------------------------------------------- | --------------------------------------------------------------- |
| 1                                                                                             |                                                                 | Константин Иньков (1858–?)                                      | 8 марта 1917                                                    | 29 мая 1917                                                     |                                                                 | Кадеты                                                          |                                                                 |
| и. о.                                                                                         |                                                                 | Николай Осоргин                                                 | 29 мая 1917                                                     | 14 июня 1917                                                    |                                                                 | Беспартийный                                                    |                                                                 |
| 2                                                                                             |                                                                 | С. Волков                                                       | 14 июня 1917                                                    | 4 октября 1917                                                  |                                                                 | Эсеры                                                           |                                                                 |
| Председатель Самарского губисполкома совета рабочих, крестьянских и красноармейских депутатов |                                                                 |                                                                 |                                                                 |                                                                 |                                                                 |                                                                 |                                                                 |
| 1                                                                                             |                                                                 | Алексей Галактионов (1888–1922)                                 | 29 октября 1917                                                 | 9 ноября 1917                                                   |                                                                 | РСДРП(б)                                                        |                                                                 |
| 2                                                                                             |                                                                 | Валериан Куйбышев (1888–1935)                                   | 18 декабря 1917                                                 | 8 июня 1918                                                     |                                                                 | РСДРП(б)                                                        |                                                                 |
| Самарский губернский уполномоченный Комитета членов Всероссийского Учредительного собрания    |                                                                 |                                                                 |                                                                 |                                                                 |                                                                 |                                                                 |                                                                 |
| 1                                                                                             |                                                                 | Рудольф Витте (1861–?)                                          | 6 июля 1918                                                     | 8 октября 1918                                                  |                                                                 | Эсеры                                                           | [ 6 ]                                                           |
| Председатель Исполкома Самарского губернского Совета депутатов трудящихся                     |                                                                 |                                                                 |                                                                 |                                                                 |                                                                 |                                                                 |                                                                 |
| (1)                                                                                           |                                                                 | Алексей Галактионов (1888–1922)                                 | 8 октября 1918                                                  | 18 февраля 1919                                                 |                                                                 | РКП(б)                                                          |                                                                 |
| (2)                                                                                           |                                                                 | Валериан Куйбышев (1888–1935)                                   | 18 февраля 1919                                                 | 9 апреля 1919                                                   |                                                                 | РКП(б)                                                          |                                                                 |
| 3                                                                                             |                                                                 | Леонид Сокольский                                               | 9 апреля 1919                                                   | 11 сентября 1919                                                |                                                                 | РКП(б)                                                          |                                                                 |
| (1)                                                                                           |                                                                 | Алексей Галактионов (1888–1922)                                 | 11 сентября 1919                                                | 1 июня 1920                                                     |                                                                 | РКП(б)                                                          |                                                                 |
| 4                                                                                             |                                                                 | Владимир Сокольский                                             | 6 июня 1920                                                     | 28 сентября 1921                                                |                                                                 | РКП(б)                                                          |                                                                 |
| 5                                                                                             |                                                                 | Владимир Антонов-Овсеенко (1883–1938)                           | 28 сентября 1921                                                | октябрь 1922                                                    |                                                                 | РКП(б)                                                          |                                                                 |

### СССР
| №                                                                              | Портрет                                                                   | Губернатор (Годы жизни)                                                   | Срок полномочий                                                           | Срок полномочий                                                           | Партия                                                                    | Партия                                                                    | Пр.                                                                       |
| №                                                                              | Портрет                                                                   | Губернатор (Годы жизни)                                                   | Начало                                                                    | Окончание                                                                 | Партия                                                                    | Партия                                                                    | Пр.                                                                       |
| Председатель Исполкома Самарского губернского Совета депутатов трудящихся      | Председатель Исполкома Самарского губернского Совета депутатов трудящихся | Председатель Исполкома Самарского губернского Совета депутатов трудящихся | Председатель Исполкома Самарского губернского Совета депутатов трудящихся | Председатель Исполкома Самарского губернского Совета депутатов трудящихся | Председатель Исполкома Самарского губернского Совета депутатов трудящихся | Председатель Исполкома Самарского губернского Совета депутатов трудящихся | Председатель Исполкома Самарского губернского Совета депутатов трудящихся |
| ------------------------------------------------------------------------------ | ------------------------------------------------------------------------- | ------------------------------------------------------------------------- | ------------------------------------------------------------------------- | ------------------------------------------------------------------------- | ------------------------------------------------------------------------- | ------------------------------------------------------------------------- | ------------------------------------------------------------------------- |
| 5                                                                              |                                                                           | Филипп Голощёкин (1876–1941)                                              | октябрь 1922                                                              | 12 сентября 1925                                                          |                                                                           | ВКП(б)                                                                    |                                                                           |
| 6                                                                              |                                                                           | Иван Нудьга (1897–1979)                                                   | 12 сентября 1925                                                          | октябрь 1926                                                              |                                                                           | ВКП(б)                                                                    |                                                                           |
| 7                                                                              |                                                                           | Иван Нейбах (1884–1938)                                                   | октябрь 1926                                                              | 20 августа 1928                                                           |                                                                           | ВКП(б)                                                                    |                                                                           |
| Председатель Исполкома Средне-Волжского областного Совета депутатов трудящихся |                                                                           |                                                                           |                                                                           |                                                                           |                                                                           |                                                                           |                                                                           |
| (7)                                                                            |                                                                           | Иван Нейбах (1884–1938)                                                   | 20 августа 1928                                                           | июнь 1929                                                                 |                                                                           | ВКП(б)                                                                    |                                                                           |
| Председатель Исполкома Средне-Волжского краевого Совета депутатов трудящихся   |                                                                           |                                                                           |                                                                           |                                                                           |                                                                           |                                                                           |                                                                           |
| 8                                                                              |                                                                           | Александр Брыков (1889–1937)                                              | июнь 1929                                                                 | 13 августа 1932                                                           |                                                                           | ВКП(б)                                                                    |                                                                           |
| 9                                                                              |                                                                           | Георгий Полбицин (1894–1937)                                              | 13 августа 1932                                                           | 27 января 1935                                                            |                                                                           | ВКП(б)                                                                    |                                                                           |
| Председатель Исполкома Куйбышевского краевого Совета депутатов трудящихся      |                                                                           |                                                                           |                                                                           |                                                                           |                                                                           |                                                                           |                                                                           |
| (9)                                                                            |                                                                           | Георгий Полбицин (1894–1937)                                              | 27 января 1935                                                            | 5 декабря 1936                                                            |                                                                           | ВКП(б)                                                                    |                                                                           |
| Председатель Исполкома Куйбышевского областного Совета депутатов трудящихся    |                                                                           |                                                                           |                                                                           |                                                                           |                                                                           |                                                                           |                                                                           |
| (9)                                                                            |                                                                           | Георгий Полбицин (1894–1937)                                              | 27 января 1935                                                            | 17 августа 1937                                                           |                                                                           | ВКП(б)                                                                    |                                                                           |
| 10                                                                             |                                                                           | Николай Журавлёв (1900–1963)                                              | 14 января 1938                                                            | 16 января 1942                                                            |                                                                           | ВКП(б)                                                                    |                                                                           |
| 11                                                                             |                                                                           | Николай Васильев (1901–?)                                                 | 16 января 1942                                                            | 14 января 1943                                                            |                                                                           | ВКП(б)                                                                    |                                                                           |
| 12                                                                             |                                                                           | Порфирий Хопов (1903–?)                                                   | 14 января 1943                                                            | 27 июня 1944                                                              |                                                                           | ВКП(б)                                                                    |                                                                           |
| 13                                                                             |                                                                           | Александр Пузанов (1906–1998)                                             | 27 июня 1944                                                              | апрель 1946                                                               |                                                                           | ВКП(б)                                                                    |                                                                           |
| 14                                                                             |                                                                           | Александр Бочкарёв (1908–1985)                                            | апрель 1946                                                               | декабрь 1949                                                              |                                                                           | ВКП(б)                                                                    |                                                                           |
| 15                                                                             |                                                                           | Григорий Малехоньков (1906–1957)                                          | декабрь 1949                                                              | май 1951                                                                  |                                                                           | ВКП(б)                                                                    |                                                                           |
| 16                                                                             |                                                                           | Леонид Ефремов (1912–2007)                                                | май 1951                                                                  | сентябрь 1952                                                             |                                                                           | ВКП(б)                                                                    |                                                                           |
| 17                                                                             |                                                                           | Сергей Петрухин (1910–?)                                                  | сентябрь 1952                                                             | январь 1956                                                               |                                                                           | КПСС                                                                      |                                                                           |
| 18                                                                             |                                                                           | Михаил Грибков (1909–1956)                                                | январь 1956                                                               | сентябрь 1958                                                             |                                                                           | КПСС                                                                      |                                                                           |
| 19                                                                             |                                                                           | Александр Мурысев (1915–1962)                                             | сентябрь 1958                                                             | декабрь 1959                                                              |                                                                           | КПСС                                                                      |                                                                           |
| 20                                                                             |                                                                           | Александр Токарев (1921–2004)                                             | декабрь 1959                                                              | январь 1963                                                               |                                                                           | КПСС                                                                      |                                                                           |
| 21                                                                             |                                                                           | Владимир Орлов (1921–1999)                                                | январь 1963                                                               | 15 декабря 1964                                                           |                                                                           | КПСС                                                                      |                                                                           |
| 21                                                                             |                                                                           | Алексей Черняев                                                           | январь 1963                                                               | 15 декабря 1964                                                           |                                                                           | КПСС                                                                      |                                                                           |
| 22                                                                             |                                                                           | Изяслав Балясинский (1921–2014)                                           | 15 декабря 1964                                                           | 19 ноября 1965                                                            |                                                                           | КПСС                                                                      |                                                                           |
| (21)                                                                           |                                                                           | Владимир Орлов (1921–1999)                                                | 19 ноября 1965                                                            | 23 марта 1967                                                             |                                                                           | КПСС                                                                      |                                                                           |
| 23                                                                             |                                                                           | Виталий Воротников (1926–2012)                                            | 23 марта 1967                                                             | февраль 1971                                                              |                                                                           | КПСС                                                                      |                                                                           |
| 24                                                                             |                                                                           | Вениамин Коннов (1929–1998)                                               | 17 февраля 1976                                                           | 25 апреля 1979                                                            |                                                                           | КПСС                                                                      |                                                                           |
| 25                                                                             |                                                                           | Владимир Погодин (1928–)                                                  | 25 апреля 1979                                                            | февраль 1989                                                              |                                                                           | КПСС                                                                      |                                                                           |
| 26                                                                             |                                                                           | Владимир Мосыченко (1938–)                                                | февраль 1989                                                              | 19 апреля 1991                                                            |                                                                           | КПСС                                                                      |                                                                           |
| 27                                                                             |                                                                           | Виктор Тархов (1948–2025)                                                 | 19 апреля 1991                                                            | 23 августа 1991                                                           |                                                                           | КПСС                                                                      |                                                                           |

#### Руководители региональных партийных органов
| Фамилия, Имя Отчество          | Должность                                                | Период руководства      |
| ------------------------------ | -------------------------------------------------------- | ----------------------- |
| Голощёкин, Филипп Исаевич      | Председатель Самарского губкома РКП(б)                   | 1922 — 1925             |
| Хатаевич, Мендель Маркович     | Первый секретарь временного областного бюро ЦК ВКП(б)    | 27.05.1928 — 23.08.1928 |
| Хатаевич, Мендель Маркович     | Первый секретать Средне-Волжского обкома ВКП(б)          | 23.08.1928 — 1930       |
| Шубриков, Владимир Петрович    | Первый секретарь Куйбышевского обкома ВКП(б)             | 09.10.1932 — 18.03.1937 |
| Постышев, Павел Петрович       | Первый секретарь Куйбышевского обкома ВКП(б)             | 14.06.1937 — 31.01.1938 |
| Журавлёв, Н. Н.                | Председатель Куйбышевского обкома                        | 17.08.1937 — (?)        |
| Игнатов, Николай Григорьевич   | Первый секретарь Куйбышевского обкома ВКП(б)             | 19.06.1938 — 23.08.1940 |
| Канунников, Михаил Яковлевич   | Первый секретарь Куйбышевского обкома ВКП(б)             | 23.08.1940 — 09.01.1942 |
| Никитин, Владимир Дмитриевич   | Первый секретарь Куйбышевского обкома ВКП(б)             | 09.01.1942 — 14.03.1943 |
| Жаворонков, Василий Гаврилович | Первый секретарь Куйбышевского обкома и горкома ВКП(б)   | 14.03.1943 — 19.04.1946 |
| Пузанов, Александр Михайлович  | Первый секретарь Куйбышевского обкома ВКП(б)             | 19.04.1946 — 21.10.1952 |
| Ефремов, Михаил Тимофеевич     | Первый секретарь Куйбышевского обкома КПСС               | 21.10.1952 — 20.10.1959 |
| Мурысев, Александр Сергеевич   | Первый секретарь Куйбышевского обкома КПСС               | 20.10.1959 — 13.11.1962 |
| Токарев, Александр Максимович  | Первый секретарь Куйбышевского промышленного обкома КПСС | .01.1963 — 14.12.1964   |
| Токарев, Александр Максимович  | Первый секретарь Куйбышевского обкома КПСС               | 14.12.1964 — 23.03.1967 |
| Орлов, Владимир Павлович       | Первый секретарь Куйбышевского обкома КПСС               | 23.03.1967 — 25.04.1979 |
| Муравьёв, Евгений Фёдорович    | Первый секретарь Куйбышевского обкома КПСС               | 25.04.1979 — 30.7.1988  |
| Афонин, Вениамин Георгиевич    | Первый секретарь Куйбышевского обкома КПСС               | 30.07.1988 — 14.03.1990 |